# Andrij Miščenko
Andrij Petrovyč Miščenko (in ucraino Андрій Петрович Міщенко?; Butenky, 7 aprile 1991) è un calciatore ucraino, difensore del Muras Junajted.

## Carriera
Ha giocato nella prima divisione dei campionati ucraino, israeliano, kazako, tagiko ed uzbeko.

## Palmarès

### Club

#### Competizioni nazionali
- Coppa del Kirghizistan: 1

Muras United: 2024